# OLDCODEX
OLDCODEX(일본어: オルドコデックス 오루도코뎃쿠스[*])는 일본의 록 밴드이다.